# Kulawka

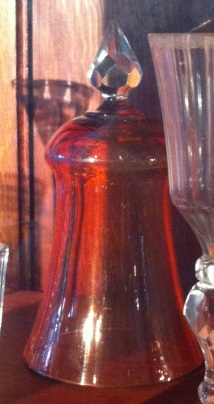
Kulawka z barwionego szkła (odwrócona do góry dnem)

Kulawka, kusztyk, kuszyk – szklany kielich bez podstawy, niemożliwy do odstawienia  bez uprzedniego wypicia trunku. Popularny w Polsce przede wszystkim w XVIII wieku.
Kulawki zdobione były kunsztownym rytowaniem. Naczynia często używano jako kielicha wiwatowego, rozbijanego w ochocie po opróżnieniu. Ten typ kielicha był popularny również w Anglii.
Tak zwane fałszywe kulawki powstawały przez odszlifowanie uszkodzonych stóp starym kielichom.
Współcześnie kulawką nazywa się ozdobne naczynie w kształcie rogu do przechowywania i picia trunków, używane przez myśliwych. Podobnie jak staropolskiej kulawki, tej również nie można postawić. Nie zmusza ona jednak do jednorazowego wypicia napoju, gdyż ma zamknięcie i zawieszana jest na rzemieniu.
W starożytnej Grecji znano podobne naczynie  do picia wina – ryton.